# 五青汁
五青汁，又稱五汁飲、五青飲﹑排毒五青汁，是用五種高纖維青色蔬果製作之飲品，所用材料為青蘋果、青椒、青瓜、苦瓜及芹菜。一般鮮搾成蔬果汁，亦有製成乾燥粉狀，加水即溶成蔬果汁。
五青汁見於香港和台灣的果汁店和健康食品店，關注健康人士更在家自行製作。兩地所出版健康書籍﹑食療書籍多有記載，飲食網站﹑網上討論區﹑網誌亦有相關資料，香港烹飪主持人肥媽也有電視節目《肥媽老友記》介紹其版本。

## 注意事項
- 材料洗淨，去皮。
- 為免吸收農藥和防腐劑, 最好選用有機耕種版本的無農藥新鮮蔬果。
- 室溫製作和飲用。不加雪不加冰。
- 早上空腹飲比較易吸收。
- 體質寒弱常手腳冰冷人士宜下午飲少量。
- 女士月經期間不適宜飲用。

## 版本
除上述材料外，亦有人自行調出不同版本：
- 以高速攪拌器鮮製含更多食物纖維：鮮搾蔬果露版(green smoothie version)
- 加水或不加水；
- 加蘆薈、螺旋藻以增加營養成份。

## 健康食療功效
因富含維生素﹑礦物質﹑食物纖維等酵素等營養素，有關健康書籍雜誌與店舖宣稱具有如下功效：
- 清熱。
- 加速腸道蠕動，預防便秘，提升腸道健康。
- 降血脂，預防高血壓。
- 增強新陳代謝。
- 排毒﹑排宿便。